# Piero Benvenuti
Piero Benvenuti, né le 16 février 1946 à Conegliano, est un astrophysicien italien, professeur émérite de l'Université de Padoue. Il fut secrétaire général de l'Union astronomique internationale pour le triennat 2015-2018, avant de devenir président de son Editorial Board et conseiller du comité exécutif de l'organisation. Il est par ailleurs commissaire de l'Agence spatiale italienne depuis novembre 2018.

## Biographie

### Généralités
Piero Benvenuti est né le 16 février 1946 à Conegliano, dans la province de Trévise, en Italie. Il est de nationalité italienne, est marié et a deux enfants.

### Vie professionnelle
De 1977 à 1984, il a travaillé comme contrôleur pour l'observatoire International Ultraviolet Explorer (IUE) au sein de l'Agence spatiale européenne (ESA). De 1984 à 2003, il est chef du Centre européen de coordination du télescope spatial Hubble au sein de l'ESA, à Garching bei München, en Allemagne. En 1986, il devient professeur ordinaire à l'Université de Cagliari, poste qu'il gardera jusqu'en 2007 et où il enseignera l'astrophysique des hautes énergies, la physique des plasmas spatiaux et l'histoire de l'astronomie. De 2003 à 2007, il est président de l'Institut national d'astrophysique (INAF), en Italie. Il devient ensuite membre du conseil d'administration de l'Agence spatiale italienne, poste qu'il occupe de 2007 à 2011.
De 2008 à octobre 2015, il est directeur du Centre interdépartemental des études et de l'activité spatiales. À partir de 2007, il est professeur ordinaire au département de physique et d'astronomie de l'Université de Padoue, où il enseigne l'astrophysique des hautes énergies, l'astronomie et l'histoire de l'astronomie. Depuis 2011, il est également consultant (conseiller) au Conseil pontifical de la culture, à la Cité du Vatican. Il est (depuis quand ?) professeur émérite de cette université.
D'août 2012 à août 2015, il est secrétaire général assistant au sein de l'Union astronomique internationale (UAI), après quoi il en devient le secrétaire général pour un mandat allant jusqu'en août 2018. Il est le premier Italien à accéder à ce poste. Il devient ensuite président (chair) de l'Editorial Board de l'UAI et conseiller du comité exécutif de l'organisation. Du 1er novembre 2023 jusqu'à la conclusion de la 32e assemblée générale de l'UAI en août 2024, il est de nouveau, par intérim, secrétaire général de l'UAI à la suite de la démission de José Miguel Rodríguez Espinosa. Il est en conséquence remplacé pendant la même période par Richard Green au poste de directeur du Centre for the Protection of the Dark and Quiet Sky from Satellite Constellation Interference (CPS),.
Il fut [Quand ?] résident de l'Institut national d'astrophysique (INAF) et vice-commissaire de l'Agence spatiale italienne (ASI). En novembre 2018, il est fait Commissaire de l'ASI par le ministre italien de l'Éducation, de l'Université et de la Recherche après que Roberto Battiston, ancien président de l'ASI, a été démis de son poste par le même ministre.

## Honneur
L'astéroïde (5727) Pierobenvenuti est nommé en son honneur. L'astéroïde (5728) Umbertobenvenuti est nommé en mémoire de son fils, Umberto Benvenuti (1989-2005).